# Санта-Мария-дас-Баррейрас

Санта-Мария-дас-Баррейрас на карте штата.

Санта-Мария-дас-Баррейрас (порт. Santa Maria das Barreiras) — муниципалитет в Бразилии, входит в штат Пара. Составная часть мезорегиона Юго-восток штата Пара. Входит в экономико-статистический микрорегион Консейсан-ду-Арагуайа. Население составляет 17 206 человек на 2010 год. Занимает площадь 10 330,210 км². Плотность населения — 1,67 чел./км².

## Демография
Согласно сведениям, собранным в ходе переписи 2010 г. Национальным институтом географии и статистики (IBGE), население муниципалитета составляет:
| Полное население                               | Полное население                               | Полное население                               | Полное население                               | 17 206 |
| ---------------------------------------------- | ---------------------------------------------- | ---------------------------------------------- | ---------------------------------------------- | ------ |
| в том числе:                                   | Городское население                            | 6357                                           | Процент городского населения, %                | 36,95  |
|                                                | Сельское население                             | 10 849                                         | Процент сельского населения, %                 | 63,05  |
|                                                | Мужское население                              | 9497                                           | Процент мужского населения, %                  | 55,20  |
|                                                | Женское население                              | 7709                                           | Процент женского населения, %                  | 44,80  |
| Плотность населения, чел/км²                   | Плотность населения, чел/км²                   | Плотность населения, чел/км²                   | Плотность населения, чел/км²                   | 1,67   |
| Население муниципалитета в % к населению штата | Население муниципалитета в % к населению штата | Население муниципалитета в % к населению штата | Население муниципалитета в % к населению штата | 0,23   |

По данным оценки 2015 года, население муниципалитета составляет 19 925 жителей.

## Статистика
- Валовой внутренний продукт на 2003 год составляет 104 946 358,00 реалов (данные: Бразильский институт географии и статистики).
- Валовой внутренний продукт на душу населения на 2003 год составляет 8432,14 реалов (данные: Бразильский институт географии и статистики).
- Индекс развития человеческого потенциала на 2000 год составляет 0,653 (данные: Программа развития ООН).

## Административное деление
Муниципалитет состоит из 3 дистриктов:
| № | Наименование дистрикта    | Наименование дистрикта (порт.) | Территория, км² | Население, чел.(2010) | Население, чел.(2010) | Население, чел.(2010) | Плотность, чел./км² | Код дистрикта |
| № | Наименование дистрикта    | Наименование дистрикта (порт.) | Территория, км² | всего                 | городское             | сельское              | Плотность, чел./км² | Код дистрикта |
| 1 | Санта-Мария-дас-Баррейрас | Santa Maria das Barreiras      | 3616,04         | 3383                  | 1399                  | 1984                  | 0,94                | 150658305     |
| 2 | Каза-ди-Табуа             | Casa de Tábua                  | 3352,32         | 7605                  | 4116                  | 3489                  | 2,27                | 150658310     |
| 3 | Нова-Эсперанса            | Nova Esperança                 | 3361,85         | 6218                  | 842                   | 5376                  | 1,85                | 150658315     |

## Важнейшие населенные пункты
| № | Населённый пункт             | Населённый пункт (порт.)       | Категория | Население чел. (2010) | На карте                       |
| - | ---------------------------- | ------------------------------ | --------- | --------------------- | ------------------------------ |
| 1 | Санта-Мария-дас-Баррейрас    | Santa Maria das Barreiras      | город     | 1399                  | 8°52′13″ ю. ш. 49°43′02″ з. д. |
| 2 | Каза-ди-Табуа                | Casa de Tábua                  | поселок   | 4116                  | 8°46′42″ ю. ш. 50°28′23″ з. д. |
| 3 | Нова-Эсперанса               | Nova Esperança                 | поселок   | 842                   | 8°26′26″ ю. ш. 50°02′39″ з. д. |
| 4 | Сан-Жуан-Батиста             | São João Batista               | поселок   | 412                   | 8°32′51″ ю. ш. 50°03′29″ з. д. |
| 5 | Нову-Оризонти (Касети)       | Novo Horizonte ou Cacete       | поселок   | 181                   | 8°33′55″ ю. ш. 49°51′35″ з. д. |
| 6 | Вила-Федерику Мендис (Прегу) | Vila Frederico Mendes ou Prego | поселок   | 177                   | 8°50′41″ ю. ш. 49°43′59″ з. д. |